# Balla et ses balladins
Balla et ses balladins, aussi connu comme l’Orchestre du Jardin de Guinée, est un orchestre guinéeen créé en 1962 à Conakry et actif jusqu'en 1984. Il était dirigé par Balla Onivogui. On les surnommait « les intellectuels de la musique guinéenne » du fait leur approche obsessionnelle de la recherche musicale et de l’interprétation.

## Présentation
Avec le Bembeya Jazz, Balla et ses balladins est « l'un des groupes légendaires de la scène guinéenne au tournant des années 1960 ». La grande force de l'orchestre fut sa section rythmique tant qu'elle fut harmonieuse et mélodieuse. 
Les grands succès du groupe furent notamment : 
N'na soba, kaïra, sakhodougou, kogno Koura , moi, ça ma fout , Paulette et le classique Sara 70.
re 
- Balla Onivogui : trompette et chef d'orchestre (décédé d'une crise cardiaque le 15 mars 2011, à l’âge de 70 ou 75 ans)
- Pivi Moriba : saxophone et trombone (décédé)
- Sekou « Docteur » Diabaté : guitare solo (décédé en mars 2000)
- Fodé N'Diaye soumah :  saxophone tenor (décédé)
- Souleymane Sylla : saxophone, clarinette, soprano (décédé)
- Famoro Kouyaté : guitare basse (décédé en 2004)
- Kemo Kouyaté : guitare accompagnement et solo (Sara 70, Sakhodougou...) décédé le 19 juillet 2017
- Nestor bangoura : chant (décédé en 2018)
- Manfila Soba Kanté : chant (décédé) à ne pas confondre avec Manfila Dabadou Kanté le chanteur du groupe Keletigui et ses tambourinis, et Manfila Kanté le guitariste et chef d'orchestre des Ambassadeurs Internationaux
- Sekou Kouyaté : guitare (décédé en 1999)
- Ibrahima Kouyaté : guitare accompagnement et solo (Paulette, Soufougna, Bambo, Assa) décédé en 2013
- Agnero Diakité : guitare basse à partir de 1971 jusqu'à 1980
- Emile Bény Soumah : chant (décédé le 11 mars 2024, à l'âge de 82 ans, des suites d'une crise cardiaque à New York)
- Thiam Amadou : tumba
- Abdou camara : batterie
- David camara : batterie à partir de 1971
- Morcire camara : tumba à partir de 1971

Kerfala Diabaté dit Papa Diabaté (il était le soliste de l'orchestre jusqu'à fin 1963, il céda sa place à son frère Sékou «Docteur»)

### Discographie
- The Syliphone years (1998)
Le premier cd présente la période 1968-1972 et le second présente la période 1972-1980[1].

## Prix et reconnaissance
- 2024 : Trophée d'excellence aux Victoires de la musique guinéenne[2].

### Articles annexes
- Musique guinéenne